# Most (drik)
 For alternative betydninger, se Most. (Se også artikler, som begynder med Most)
Most er saften fra pressede frugter. Ordet stammer fra det latinske mustrum, der betyder druesaft.
Ifølge bekendtgørelse om frugtsaft må æblesaft, der ikke er tilsat sukker, betegnes som æblemost, mens anden saft fra andre frugter skal betegnes frugtsaft. Dog må ordet juice anvendes, hvis frugtsaften er drikkelig i naturlig tilstand. Dog bruges ordet most stadig i daglig tale om f.eks. druemost eller æblemost.
Most eller saft kan enten drikkes ren eller benyttes til videre fremstilling af andre produkter, som f.eks. cider eller vin.

## Anden betydning
Ordet indgår i udtrykket "at kunne klare mosten", hvilket dækker over en hård eller krævende opgave. 